# Coccoloba dussii
Coccoloba dussii är en slideväxtart som beskrevs av Krug & Urb. och Antoine Duss. Coccoloba dussii ingår i släktet Coccoloba och familjen slideväxter. Inga underarter finns listade i Catalogue of Life.